# Les Deux Plateaux
Koordinaten: 48° 51′ 59″ N, 2° 20′ 13″ O
Les Deux Plateaux, im Französischen bekannt als « colonnes de Buren », ist ein Kunstwerk des französischen Künstlers Daniel Buren, das mit Hilfe von Patrick Bouchain geschaffen wurde. Das Werk befindet sich vor dem Palais Royal von Paris, zu dem auch der Jardin du Palais Royal gehört, der seit 1920 als eines der historischen Denkmäler von Paris eingestuft ist. Das Palais ist Sitz des Kulturministers; im ihm befinden sich auch das Theater der Comédie-Française und der Conseil constitutionnel, das französische Verfassungsgericht.

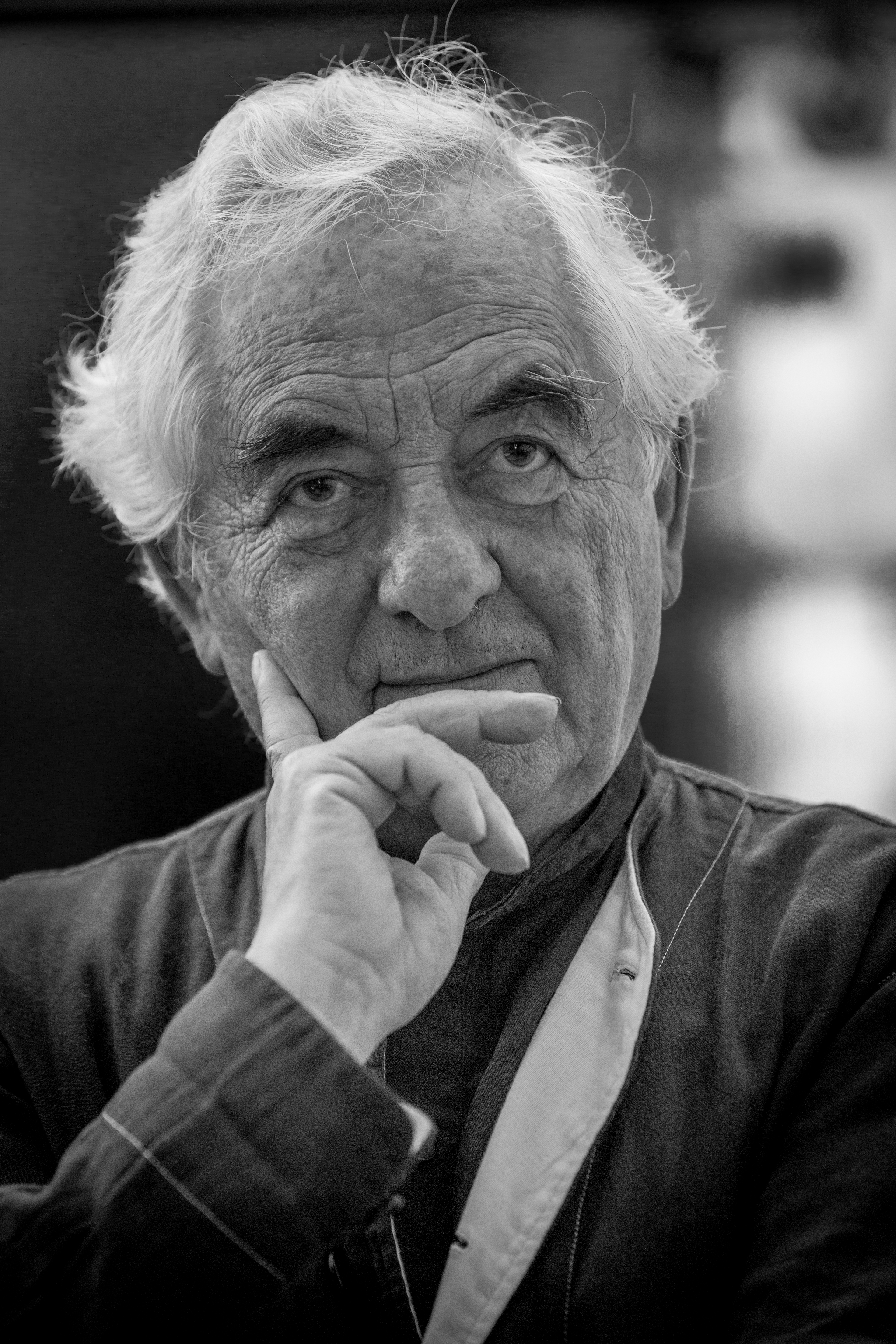
Daniel Buren, 2014

## Die Skulptur

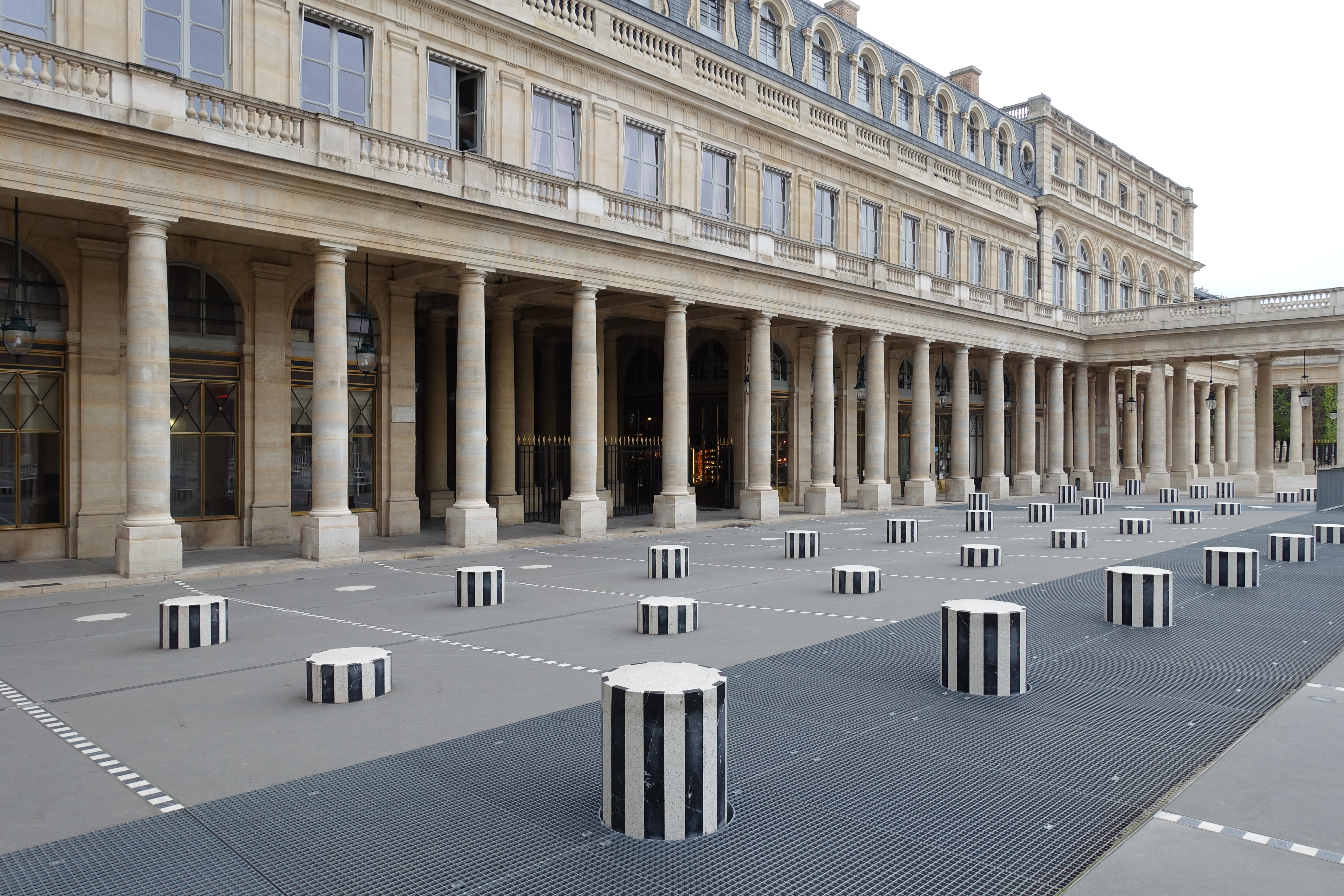
Colonnes de Buren, Palais Royal, Paris, 2016.

Les Deux Plateaux ist ein Projekt aus dem Jahr 1985. Die Skulptur erstreckt sich über eine Fläche von 3000 Quadratmetern auf dem Haupthof des Palais Royal de Paris im ersten Bezirk. Bevor dieser Hof durch das Werk von Daniel Buren überbaut wurde, diente er als Parkplatz. Er entwarf dann ein bewusst urbanes Werk als Gegensatz zur Feierlichkeit des Ortes (Kultusministerium und Verfassungsrat), damit sich das Publikum frei darin bewegen und auf den Säulen herumklettern konnte.
Das Projekt soll zwei unterschiedliche Plateaus darstellen, auf denen eine Anordnung von 13 × 20 = 260 Säulen aus Marmor zu sehen ist. Die Höhe der Säulen ist stets 2,40 m, obwohl sie unterschiedlich weit aus dem Boden ragen. Diese Form der dem Auge „verborgenen Kunst“ war ein Faible des damaligen Präsidenten Mitterrand (s. u.). Sie sind aus Carrara-Marmor und schwarzem und weißem Marmor aus den Pyrenäen gefertigt, die als die edelsten Materialien in der Bildhauerei gelten. Die Spalten sind in Anlehnung an die klassische Architektur des Quadrats ausgerichtet, sie sind im Schachbrettmuster angeordnet. Zu dem Kunstwerk gehören auch ein unterirdischer Brunnen und ein Lichtspiel.

## Geschichte

### Hintergrund
Das Werk wurde ursprünglich vom ehemaligen französischen Kulturminister Jack Lang in Auftrag gegeben, der den Ehrenhof des Palais Royal vergrößern wollte. Für Lang war es ein Ärgernis, dass die Sehenswürdigkeit Palais Royal im südlichen Bereich durch einen Parkplatz herabgewürdigt wurde. So kam er auf die Idee, diesen Parkplatz in ein Kunstwerk zu verwandeln. Das Projekt Les Deux Plateaux wurde dann 1985 vom damaligen französischen Staatspräsidenten François Mitterrand aus mehreren Vorschlägen ausgewählt. Daniel Burens Ziel bei dieser Arbeit war es, das Untergeschoss freizulegen und einen Kontrast zwischen Klassik und Moderne zu schaffen.

### Polemik und Renovierung
Als das Projekt 1986 fertiggestellt wurde, kam es zu zahlreichen Kontroversen, vor allem in den Medien, mit fast 225 Artikeln in 45 französischsprachigen Zeitungen, insbesondere des Le Figaro. Daniel Buren sah sich mit vielen Initiativen konfrontiert, die sich gegen die Skulptur wehrten. Ihm wurde vorgeworfen, einen mythischen Ort degradieren zu wollen. Trotz zahlreicher Versuche, die Arbeiten zu stoppen, wurde das Werk schließlich am 30. Juli 1986 der Öffentlichkeit vorgestellt, obwohl die juristischen Auseinandersetzungen erst Ende 1992 abgeschlossen waren. Er erhielt Petitionen von Anwohnern, Briefe, parlamentarische Anfragen, Graffiti und Beleidigungen an Bauzäunen.
Nachdem zahlreiche Schäden – unter anderem auch durch Budgetkürzungen und mangelhafte Bauausführung bedingt – aufgetreten waren, wurde das Werk 2008 renoviert. Die Kosten für die Restaurierung werden auf 3,2 Millionen Euro allein für die Säulen geschätzt.

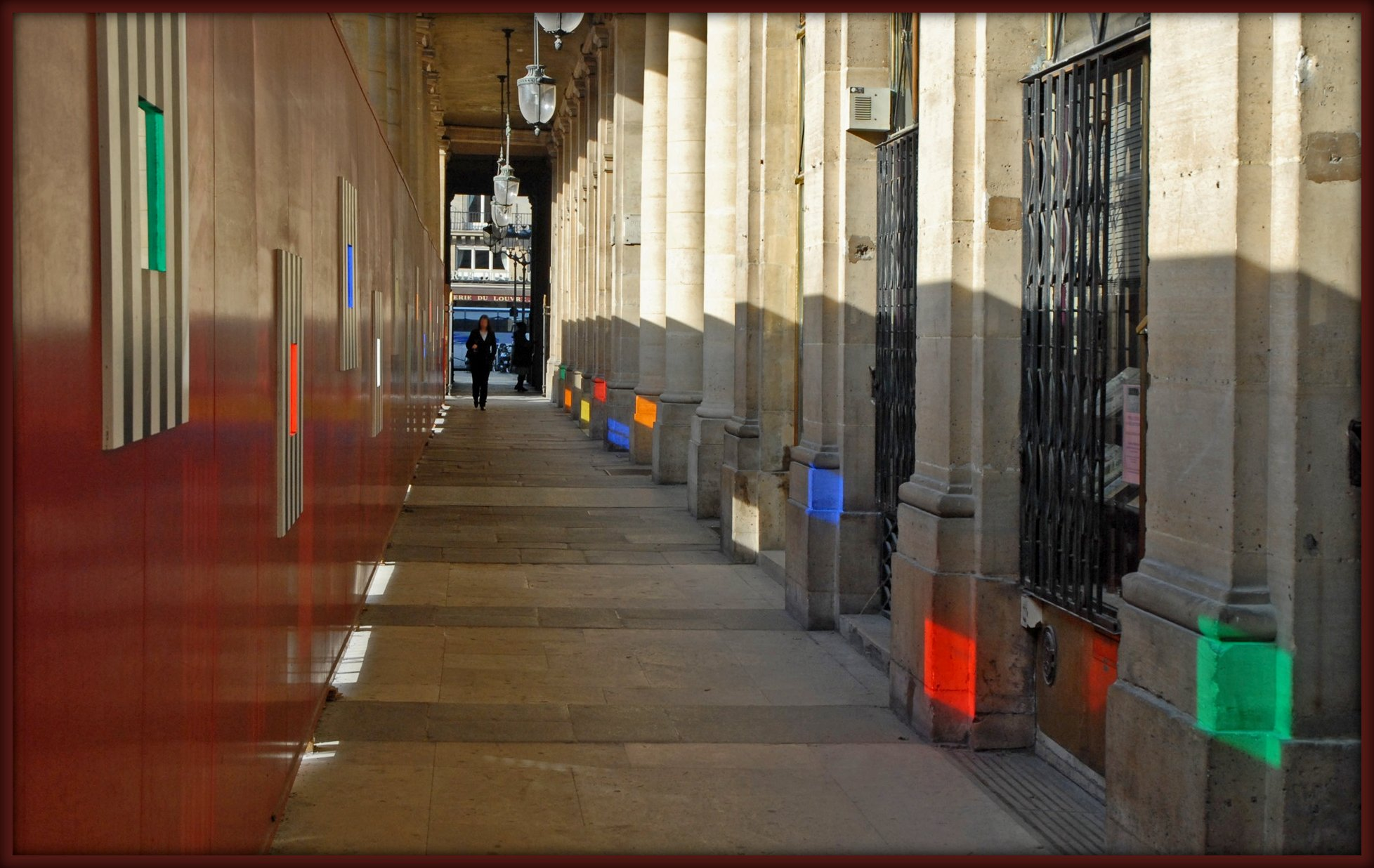
Palisade, Palais Royal, Paris, 2009.

Im Zuge der Renovierungsarbeiten wurde das Werk mit einer neuen farbigen Palisade versehen um die Baustelle zu schützen und damit die Besucher das Geschehen im Inneren verfolgen können.